# Shoki Hirai
Shoki Hirai (født 4. december 1987) er en japansk fodboldspiller, som spiller for den japanske fodboldklub Giravanz Kitakyushu.